# Thijs ter Horst
Thijs ter Horst (Almelo, 18 settembre 1991) è un pallavolista olandese, schiacciatore dei KEPCO Vixtorm.

## Carriera

### Club
La carriera di Thijs ter Horst inizia nella stagione 2008-09 quando esordisce nel A-League olandese con lo Zwolle: milita nella stessa divisione anche nelle due annate successive giocando prima per il Twente e poi per l'Orion. Nella stagione 2011-12 viene ingaggiato dal club italiano del BluVolley Verona in Serie A1, a cui resta legato per due annate.
Nella stagione 2014-15 approda per un biennio al Piacenza, prima di trasferirsi nel campionato 2016-17 in Corea del Sud, dove partecipa alla V-League, difendendo i colori dei Samsung Bluefangs, venendo premiato come miglior schiacciatore del torneo; conclusi gli impegni in Estremo Oriente, firma per il Police per disputare la Coppa del Qatar. Nel campionato seguente è nuovamente ai Samsung Bluefangs, insignito per la seconda volta come miglior schiacciatore della V-League.
Nella stagione 2019-20 ritorna nella Superlega italiana accasandosi alla Porto Robur Costa di Ravenna, che lascia nella stagione seguente, approdando alla Sir Safety Perugia, con cui conquista una Supercoppa italiana e una Coppa Italia. Nel campionato 2022-23 torna in V-League per indossare la casacca dei KEPCO Vixtorm, ricevendo un premio come MVP e uno come miglior schiacciatore.

### Nazionale
Dal 2011 entra a far parte della nazionale dei Paesi Bassi, con la quale un anno dopo vince la medaglia d'oro all'European League. Nel 2019 conquista il bronzo all'European Golden League.

## Palmarès

### Club
- Coppa Italia: 1

2021-22
- Supercoppa italiana: 1

2020

### Nazionale (competizioni minori)
- European League 2012
- Memorial Hubert Wagner 2013
- European Golden League 2019

### Premi individuali
- 2017 - V-League: Miglior schiacciatore
- 2018 - V-League: Miglior schiacciatore
- 2023 - V-League: MVP 4º round
- 2023 - V-League: Miglior schiacciatore